# Französischer Kirchhof

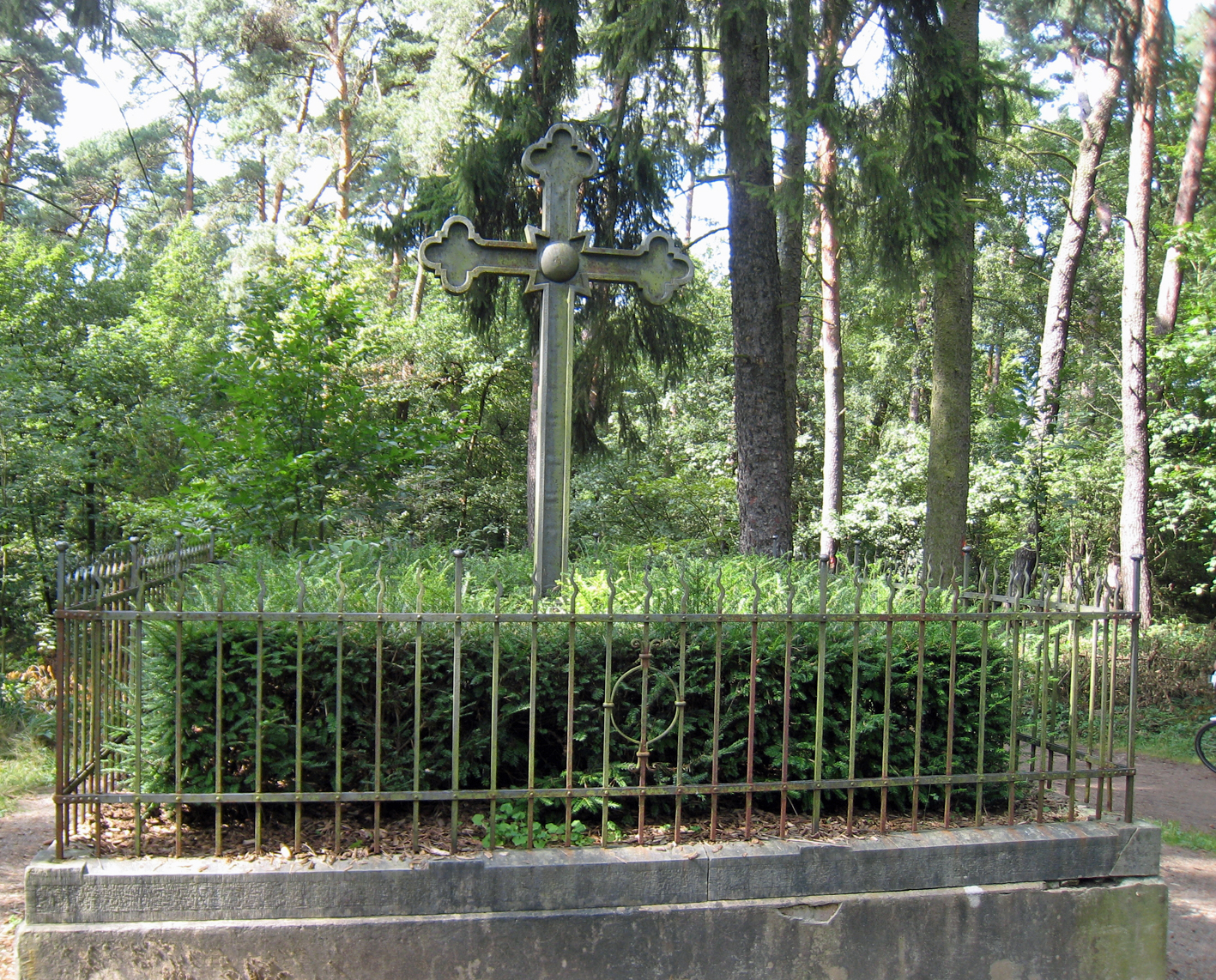
Französischer Kirchhof im Milchborntal

Der Französische Kirchhof, auch Französischer Friedhof oder Kriegerdenkmal genannt, ist eine Ruhestätte in Massengräbern für die hauptsächlich an Typhus verstorbenen Lazarettbewohner der napoleonischen Truppen im Milchborntal in Bensberg am südwestlichen Rande der Hardt, die ab 1812 im Schloss Bensberg untergebracht waren.

## Geschichte

### Hintergründe
Ähnlich wie bei der Geschichte zum Kaiserlichen Kirchhof richteten die Franzosen 1813 ebenfalls im Schloss Bensberg ein Lazarett ein. Auch bei ihnen brach Typhus aus, was wiederum zu vielen Toten führte, die man ebenso im Milchborntal in der Nähe der kaiserlichen Gräber beisetzte. Es sind weder Zahlen bekannt, noch weiß man die genaue Lage. Besonders muss man dabei erwähnen, dass bereits bei der Beisetzung der österreichischen Krieger auch sehr viele Franzosen mit beerdigt wurden, die als Gefangene dabei waren.

### Die Grabanlage
Nach den Feierlichkeiten zur Einweihung des Kaiserlichen Kirchhofs im Jahr 1854 wollte man es zunächst dabei belassen. Anfang April 1855 kam jedoch mit dem Oberstleutnant Friedrich Sylvius Ferdinand von Malachowski (1810–1893) ein neuer Kommandant in die Kadettenanstalt Bensberg, der in soldatischer Verbundenheit auch zu einer besonderen Ehrung der in Bensberg ruhenden Franzosen aufrief. Unweit des Kaiserlichen Kirchhofs suchte man einen Platz aus, an dem ein entsprechendes Ehrenmal errichtet wurde. 1862 fertigte der aus Lüttich stammende Ingenieur A. Müller das große eiserne Grabkreuz mit der Inschrift:

„Aux soldats français, enterrées ici 1813 un compatriote“

## Baudenkmal
Das Ehrenmal des Französischen Kirchhofs ist als Baudenkmal unter Nr. 31 in der Liste der Baudenkmäler in Bergisch Gladbach eingetragen.